# 二裂陰茎
二裂陰茎（にれついんけい、英: Bifid penis, Double penis）は、生殖結節が2分割されて発達する、ヒトにおいては稀な先天性疾患である。
陰茎重複症では2本の陰茎の海綿体が独立しているのに対し、二裂陰茎では陰茎海綿体が共有されている。
有袋類では多くの場合、オスの陰茎が二股に分かれており、左右の突起を複数の膣管に同時に挿入する。